# Consumo responsável
Consumo ético (também chamado de consumo ético, compra ética, sourcing ético ou compras éticas, e associado ao consumo sustentável e verde) é um tipo de ativismo do consumidor baseado no conceito americano de “voto com o dólar”. De forma geral, voto com dinheiro. Isso significa que as pessoas praticam consumo ético ao adquirir produtos fabricados de maneira ética, que apoiam pequenos produtores ou artesãos locais, protegem os animais e o meio ambiente, enquanto boicotam produtos que exploram trabalho infantil, testam em animais ou causam danos ambientais.
O termo "consumidor ético", hoje de uso genérico, foi popularizado pela revista do Reino Unido Ethical Consumer, lançada em 1989. A revista trouxe como inovação as “tabelas de classificação”, inspiradas pela abordagem de critérios do movimento de investimentos éticos. Essas tabelas classificam empresas negativamente em categorias (e em pontuações gerais, a partir de 2005) éticas e ambientais, como "direitos dos animais", "direitos humanos" e "poluição e tóxicos", ajudando os consumidores a fazer escolhas éticas e informadas e fornecendo aos ativistas informações confiáveis sobre o comportamento corporativo. Hoje, as classificações éticas e ambientais são amplamente utilizadas para fornecer informações aos consumidores e em classificações de responsabilidade social corporativa e sustentabilidade, como as oferecidas por Innovest, Calvert Foundation e KLD Analytics.
Hoje, a Bloomberg e a Reuters fornecem classificações “ambientais, sociais e de governação” directamente aos ecrãs de dados financeiros de centenas de milhares de operadores do mercado bolsista. A organização sem fins lucrativos Ethical Consumer Research Association continua publicando o Ethical Consumer e seu site associado, que fornece acesso gratuito a tabelas de classificação ética.
Apesar de guias de consumo ético como Ethical Consumer, Shop Ethical e The Good Shopping Guide serem populares, eles têm cobertura limitada. Revisões éticas geradas por usuários tendem, a longo prazo, a fornecer uma cobertura democrática e aprofundada de uma gama mais ampla de produtos e empresas. O Green Stars Project, por exemplo, promove a inclusão de classificações éticas (com até cinco estrelas verdes) juntamente com classificações convencionais em sites de varejo como a Amazon ou em sites de avaliação como o Yelp.
O termo "consumismo político", usado pela primeira vez em um estudo intitulado "The Gender Gap Reversed: Political Consumerism as a Women-Friendly Form of Civic and Political Engagement" dos autores Dietlind Stolle e Michele Micheletti (2003), é idêntico à ideia de consumo ético. No entanto, neste estudo, os autores descobriram que o consumismo político como uma forma de participação social muitas vezes foi esquecido no momento da redação e precisava ser considerado em estudos futuros sobre participação social. No entanto, em "Do Consumismo Ético ao Consumo Político", o autor Nick Clarke argumenta que o consumismo político permite que grupos marginalizados, como as mulheres, participem da advocacia política de formas não burocráticas que chamem a atenção para as fraquezas governamentais. O consumismo político também foi criticado com base no argumento de que “não pode funcionar” ou de que demonstra preconceito de classe. O desenvolvimento generalizado do consumismo político é dificultado pelo consumo mundano substancial, que não permite uma escolha reflexiva, juntamente com as complexidades da vida cotidiana, que exigem negociações entre considerações morais e éticas conflitantes.

## Grupos de consumidores
No final do século XIX e início do século XX, pessoas em países industrializados iniciaram movimentos formais de consumidores para garantir que tivessem retorno pelo dinheiro gasto nos produtos adquiridos. Esses movimentos concentraram-se nas práticas trabalhistas injustas das empresas e nas exigências de rotulagem de alimentos, cosméticos, medicamentos, entre outros. Exemplos desses movimentos de consumidores incluem a Consumer League, estabelecida em Nova York, EUA, em 1891; a National Consumers League, criada nos EUA em 1898; e o Consumers Council, estabelecido durante a Primeira Guerra Mundial na Grã-Bretanha.
Nessa época, os trabalhadores não eram bem remunerados nem tinham empregos seguros com benefícios de proteção social; da mesma forma, as condições de trabalho eram precárias. O movimento sindical irlandês focava na política da OIT de lutar por condições de trabalho dignas, sempre que houvesse oportunidade de melhorar ou criar empregos.

## Base

### Moralidade global

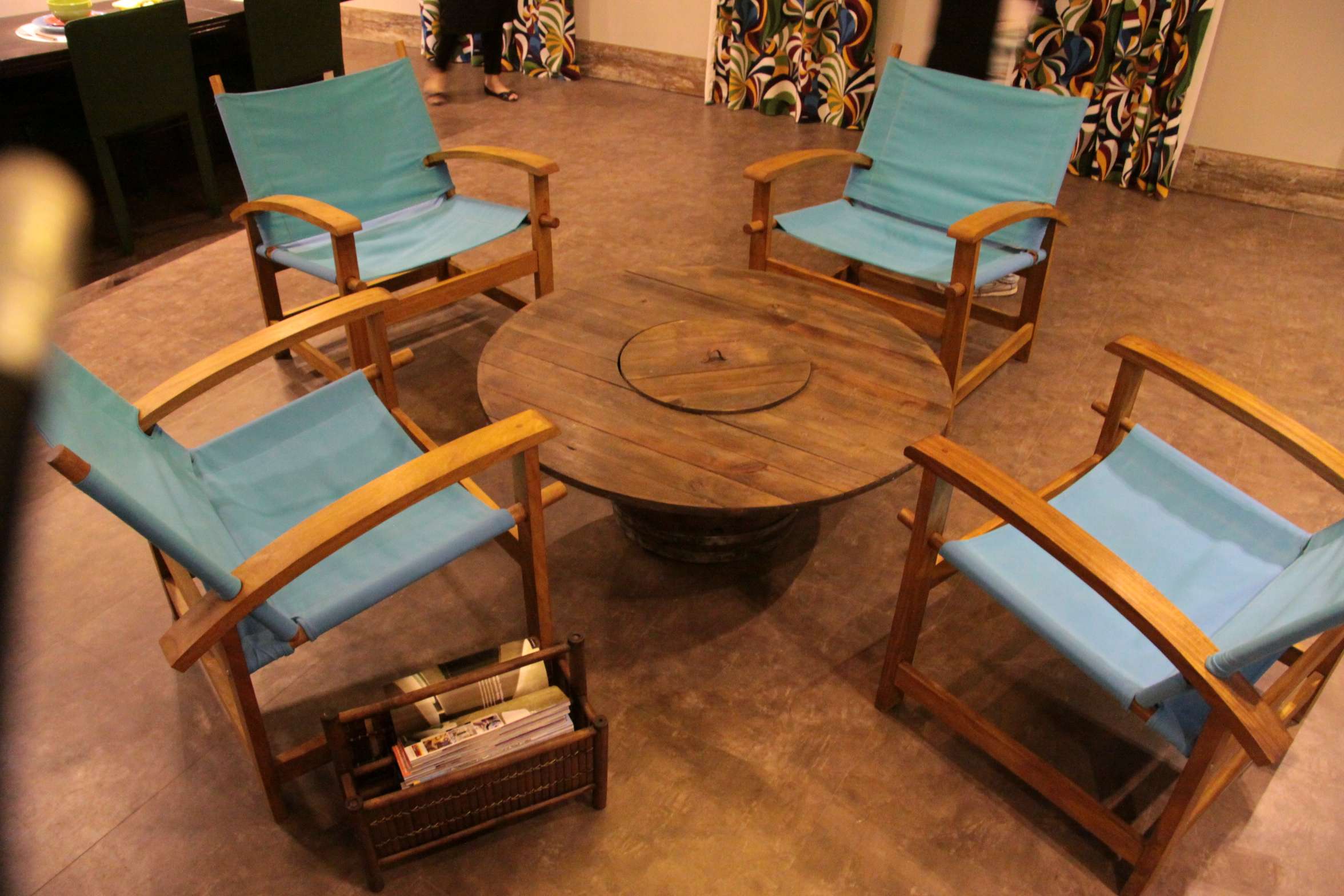
Um carretel de fio elétrico reutilizado como mesa de centro em uma feira de decoração do Rio de Janeiro. Quando os consumidores escolhem e reutilizam materiais ecologicamente corretos como esse, eles estão praticando o consumo ético.

Em Unequal Freedoms: The Global Market As An Ethical System (1998), John McMurtry argumenta que todas as decisões de compra implicam uma escolha moral e que, em última análise, não existe compra que não seja de natureza moral. Isso reflete argumentos mais antigos, especialmente dos anabatistas (por exemplo, menonitas e amish), de que se deve aceitar toda a responsabilidade moral e espiritual pessoal por qualquer dano causado, a qualquer distância no espaço ou no tempo, por suas próprias escolhas. Algumas interpretações do livro do Gênesis nas escrituras judaico-cristãs parecem direcionar os seguidores a praticarem um bom cuidado com a Terra, sob uma obrigação para com um Deus que teria criado o planeta para que as pessoas o compartilhassem com outras criaturas. Um argumento semelhante, apresentado sob uma perspectiva humanista secular, defende que é melhor para os seres humanos reconhecerem que o planeta sustenta a vida apenas graças a um equilíbrio delicado de muitos fatores diferentes.

### O gastar como moralidade
Alguns critérios de confiança, como risco de crédito ou garantia implícita, são considerados parte de qualquer decisão de compra ou aquisição. No entanto, esses termos se referem a sistemas de orientação mais amplos que, idealmente, levariam qualquer decisão de compra a desqualificar produtos ou serviços oferecidos com base em critérios não relacionados ao preço, que afetam mais as responsabilidades morais do que as funcionais de todo o processo de produção. Paul Hawken, defensor do capitalismo natural, menciona os "resultados abrangentes" dos serviços de produção, em oposição aos "resultados culminativos" do uso do produto desses serviços. Muitas vezes, os critérios morais fazem parte de um afastamento do mercado de commodities para uma economia de serviços, onde todas as atividades, desde o cultivo, colheita, processamento até a entrega, são consideradas parte da cadeia de valor pela qual os consumidores são "responsáveis".
Andrew Wilson, diretor do Ashridge Centre for Business and Society do Reino Unido, argumenta que "fazer compras é mais importante do que votar" e que a disposição do dinheiro é o papel mais básico que desempenhamos em qualquer sistema económico. Alguns teóricos acreditam que esta é a maneira mais clara de expressarmos nossas escolhas morais reais: se dizemos que nos importamos com algo, mas continuamos a comprar de uma forma que tem uma alta probabilidade de risco de dano ou destruição para aquela coisa, na verdade não nos importamos com isso; estamos praticando uma forma de simples hipocrisia. O consumismo ético é amplamente explicado por psicólogos usando a teoria do comportamento planejado, que atribui as escolhas do consumidor ao seu senso percebido de controle, normas sociais e avaliação das consequências. No entanto, pesquisas recentes sugerem que a obrigação ética, a autoidentidade e as virtudes do consumidor também podem influenciar suas decisões de compra.
Em um esforço das igrejas para defender o consumismo moral e ético, muitas se envolveram no movimento do Comércio Justo:
- Ten Thousand Villages é filiada ao Comitê Central Menonita[16]
- A SERVRV International[17] tem parceria com a Catholic Relief Services[18] e a Lutheran World Relief[19]
- Village Markets of Africa vende presentes de comércio justo da Igreja Luterana no Quênia[20]
- A Catholic Relief Services tem a sua própria missão de Comércio Justo na CRS Fair Trade[21]

## Normas e rótulos
Uma série de padrões, rótulos e marcas foram introduzidos para consumidores éticos, tais como:
- B corporation
- Co-op Marque
- Dolphin safe
- EKOenergy para contratos de eletricidade
- Equal Exchange
- Ethical Consumer Selo Best Buy
- Fairtrade
- Free-range Aves criadas livre de gaiolas
- FSC-certified madeira de origem sustentável
- Grass fed beef Carne de animais alimentados com grama
- Green America Selo de Aprovação
- Halal (padrão religioso)
- Kosher (padrão religioso)
- Local food
- MSC-certified frutos do mar de origem sustentável
- No Pork No Lard (padrão semi-religioso)
- Organic food
- Organic Trade Association
- Product Red
- Rainforest Alliance certified
- Recycled/recyclable
- Respects Your Freedom
- Shade-grown coffee
- Social Accountability 8000
- Union-made
- Veganismo

Junto com a divulgação dos ingredientes, alguma rotulagem obrigatória sobre a origem das roupas ou alimentos é exigida em todos os países desenvolvidos. Essa prática foi ampliada em alguns países em desenvolvimento, de forma que, por exemplo, cada item traga o nome, número de telefone e número de fax da fábrica onde foi produzido, permitindo que o comprador possa inspecionar as condições do local. Isso também pode ser usado para comprovar que o item não foi produzido por meio de trabalho infantil ou "trabalho prisional", cujo uso para produção de bens de exportação é proibido na maioria das nações desenvolvidas. Esses rótulos também foram utilizados em boicotes, como quando a marca de mercadoria Made in Germany foi introduzida em 1887.
Esses rótulos funcionam como símbolos de um processo de validação confiável, um capital instrucional, assim como uma marca ou a bandeira de um país. Eles também sinalizam um certo capital social, ou confiança, em uma comunidade de auditores que devem seguir essas instruções para validar esses rótulos.

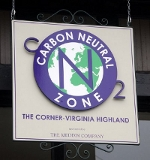
Uma placa proclamando a neutralidade de carbono no bairro Virginia-Highland de Atlanta

Algumas empresas dos Estados Unidos, embora atualmente não obrigadas a reduzir suas pegadas de carbono, têm feito isso voluntariamente ao modificar suas práticas de uso de energia e financiar diretamente (por meio de compensações de carbono) empresas que já são sustentáveis, ou que estão desenvolvendo ou aprimorando tecnologias verdes para o futuro.
Em 2009, o bairro Virginia-Highland, em Atlanta, tornou-se a primeira Zona Carbono Neutro nos Estados Unidos. Dezessete comerciantes de Virginia-Highland permitiram que suas pegadas de carbono fossem auditadas. Agora, eles são parceiros do Projeto Valley Wood Carbon Sequestration — milhares de acres de floresta na zona rural da Geórgia — através do Chicago Climate Exchange (CCX). As empresas envolvidas na parceria exibem o selo Verus Carbon Neutral em cada fachada e um letreiro declarando o status de Carbono Neutro da área. (O CCX cessou a negociação de créditos de carbono no final de 2010 devido à inatividade no mercado de carbono dos EUA, embora as trocas de carbono tenham sido projetadas para ainda serem facilitadas.)
Alguns teóricos sugerem que a quantidade de capital social ou confiança investida em nações (ou "bandeiras") continuará a diminuir, enquanto aquela colocada em corporações (ou "marcas") aumentará. Isso só pode ser contrabalançado por uma soberania nacional reforçada, para sustentar padrões nacionais compartilhados em leis tributárias, comerciais e tarifárias, e ao colocar a confiança na sociedade civil em rótulos "morais". Esses argumentos têm sido um foco importante do movimento antiglobalização, que inclui várias discussões mais amplas contra a natureza amoral dos mercados. No entanto, a escola econômica da Teoria da Escolha Pública, liderada por James M. Buchanan, apresentou contra-argumentos baseados em uma demonstração econômica dessa teoria de "mercados amorais", que carecem de ética ou moralidade, em oposição a "governos morais", que são ligados a ideias de justiça.

## Pesquisa
O grupo de pesquisa de mercado GfK NOP fez um estudo em cinco países sobre as crenças dos consumidores sobre a ética de grandes empresas. Os países pesquisados foram Alemanha, Estados Unidos, Grã-Bretanha, França e Espanha. Mais da metade dos entrevistados na Alemanha e nos EUA acreditam que há uma séria deterioração nos padrões de práticas corporativas. Quase metade dos inquiridos na Grã-Bretanha, França e Espanha tinham crenças semelhantes.
Cerca de um terço dos entrevistados disseram aos pesquisadores que pagariam preços mais altos por marcas éticas, embora a percepção do status ético ou antiético de várias empresas variasse consideravelmente de país para país.
As marcas mais percebidas eticamente foram The Co-op (no Reino Unido), Coca-Cola (nos EUA), Danone (na França), Adidas (na Alemanha) e Nestlé (na Espanha). Coca-Cola, Danone, Adidas e Nestlé não apareceram em nenhum lugar da lista das 15 empresas mais éticas do Reino Unido. A Nike apareceu nas listas dos outros quatro países, mas não na lista do Reino Unido.
No Reino Unido, o The Co-operative Bank produziu um Relatório sobre o Consumo Ético (anteriormente Índice de Compras Éticas) desde 2001. O relatório mede o tamanho do mercado e o crescimento de uma cesta de produtos e serviços "éticos" e avaliou o consumismo ético no Reino Unido em GBP 36,0 bilhões (~ USD 54,4 bilhões) em 2008 e GBP 47,2 bilhões (USD 72,5 bilhões) em 2012.
Várias organizações fornecem avaliações baseadas em pesquisas sobre o comportamento de empresas ao redor do mundo, avaliando-as em dimensões éticas, como direitos humanos, meio ambiente, bem-estar animal e política . A Green America é uma organização sem fins lucrativos fundada em 1982 que fornece o Selo de Aprovação Green American e produz um guia "Responsible Shopper" para "alertar consumidores e investidores sobre problemas com empresas nas quais eles podem comprar ou investir". A Ethical Consumer Research Association é uma cooperativa de trabalhadores sem fins lucrativos fundada no Reino Unido em 1988 para "fornecer informações sobre as empresas por trás das marcas e promover o uso ético do poder do consumidor". Eles fornecem um banco de dados pesquisável online sob o nome Corporate Critic ou Ethiscore. O Ethiscore é uma classificação numérica ponderável projetada como um guia rápido para o status ético de empresas ou marcas em uma área específica e está vinculado a uma avaliação ética mais detalhada. “Alonovo” é um portal de compras online que fornece classificações éticas ponderáveis semelhantes, denominadas “Índice de Comportamento Social Corporativo”.

## Conceitos relacionados

### Consumo consciente
O consumo consciente ocorre quando as pessoas criam o hábito de comprar produtos de empresas éticas e evitam compras impulsivas de empresas antiéticas, a fim de contribuir positivamente de maneiras políticas, sociais e ambientais. Esse consumidor racionaliza o consumo desnecessário e até indesejado dizendo que "é por uma boa causa". Como resultado, o consumidor compra fitas cor-de-rosa durante o Mês Nacional de Conscientização sobre o Câncer de Mama, produtos verdes para apoiar o meio ambiente, doces e pipocas de crianças em idade escolar, cartões comemorativos e papel de presente de instituições de caridade e outros objetos frequentemente indesejados. O consumidor evita considerar se o preço oferecido é justo, se uma pequena doação em dinheiro seria mais eficaz com muito menos trabalho ou mesmo se vender o item é consistente com a missão ostensiva, como quando times esportivos vendem doces.
Alguns destes esforços baseiam-se em marcas conceituais: o consumidor está a comprar uma associação com a saúde das mulheres ou preocupações ambientais, tanto quanto está a comprar um produto tangível.
O consumo consciente envolve pessoas que estão “mais focadas em necessidades reais do que em desejos criados artificialmente”, como não seguir continuamente os ciclos de tendências nas indústrias de consumo.
O consumo consciente se tornou mais popular nos últimos anos, com os consumidores se tornando mais conscientes do impacto de suas compras na sociedade e no meio ambiente. Esta tendência levou ao crescimento de empresas que priorizam a responsabilidade social corporativa e as práticas éticas nas suas operações para reforçar a fidelização dos clientes. No entanto, algumas empresas perceberam essa mudança em direção ao consumo consciente e começaram a fazer marketing enganoso para transmitir uma falsa impressão de que seus produtos são ecologicamente corretos. Essa tática de marketing verde é chamada de greenwashing e é comum na indústria de cosméticos. O greenwashing tem um impacto negativo na confiança do consumidor em marcas e produtos cosméticos que são comercializados como verdes.[carece de fontes?]

### Doação alternativa
Em resposta à crescente demanda por consumismo ético em ocasiões de troca de presentes, instituições de caridade promoveram um mercado de presentes alternativo, no qual contribuições de caridade são feitas em nome do "destinatário" do presente. O “destinatário” recebe um cartão explicando o presente selecionado, enquanto o item do presente propriamente dito (frequentemente suprimentos agrícolas ou animais domésticos) é enviado a uma família em uma comunidade carente.

## Crítica
Os críticos argumentam  que o consumismo ético tem capacidade limitada de afetar mudanças estruturais. Berkey (2021) argumentou que o consumismo ético focado no comportamento individual do consumidor em vez da mudança sistémica pode criar uma falsa sensação de eficácia e desviar a atenção de métodos mais eficazes de criação de mudanças, como a ação coletiva e a reforma política. Alguns  dizem que o efeito real do consumismo ético é a preponderância de nichos de mercado, enquanto outros  argumentam que, como é difícil para os consumidores obterem informações suficientes sobre os resultados de uma determinada compra, isso os impede de fazer escolhas éticas informadas. Críticos  também argumentaram que a distribuição desigual da riqueza impede o consumismo, ético ou não, de cumprir o seu potencial democrático.

Um estudo sugere que "comprar verde" serve como uma licença para comportamento antiético. No seu artigo de 2009, "Os produtos verdes tornam-nos pessoas melhores?", Nina Mazar e Chen-Bo Zhong escrevem:
Em consonância com o halo associado ao consumismo verde, as pessoas agem de forma mais altruísta após a mera exposição a produtos verdes do que a produtos convencionais. No entanto, as pessoas agem de forma menos altruísta e são mais propensas a trapacear e roubar depois de comprar produtos verdes em comparação aos produtos convencionais. Juntos, os estudos mostram que o consumo está mais intimamente conectado aos nossos comportamentos sociais e éticos em direções e domínios diferentes do que se pensava anteriormente.
Num artigo de 2010 do The Guardian, o escritor e activista ambiental britânico George Monbiot argumentou que os consumidores verdes que não articulam os seus valores são parte de "um erro catastrófico", com base no fato de que esse consumismo "fortalece os valores extrínsecos" (aqueles que "dizem respeito ao estatuto e à autopromoção"), tornando assim "menos provável que as campanhas futuras tenham sucesso".
James G Carrier, associado do Instituto Max Planck de Antropologia Social, baseia-se no conceito de fetichismo da mercadoria de Karl Marx para argumentar que o consumo ético não ajuda os consumidores a levar uma vida mais moral, nem influencia os negócios como pretendido. O objetivo do consumo ético em nível pessoal é levar uma vida mais moral, e o capitalismo faz com que as mercadorias sejam apresentadas de tal forma que sejam percebidas sem levar em conta o trabalho que é representado pelo produto, o trabalho que foi envolvido para permitir que aquela mercadoria existisse.  O objetivo em nível público é que os consumidores usem seu poder de compra para pressionar as empresas a mudarem a maneira como conduzem seus negócios. Marx argumentou que, no capitalismo, a apresentação dos bens obscurece as pessoas e os processos por trás de sua produção.
Carrier começa dando exemplos de produtos que foram apresentados de uma forma que deturpa seu contexto. Ele primeiro aponta para as imagens de produtores comumente encontradas nas embalagens de café de comércio justo . A imagem sugere autossuficiência e ignora a dependência dos trabalhadores assalariados imigrantes que colhem o café. O café do comércio justo é visto  como um link direto para o produtor sem um intermediário. No entanto, há muitas partes envolvidas, como torrefadores, transportadores, atacadistas e varejistas do produto. Carrier também discute commodities fictícias, que são coisas que não são produzidas no sentido convencional, materiais ou não, e podem ser apropriadas para ganho comercial.  As categorias conceituais de ética precisam ser legíveis para os consumidores para que eles possam participar do consumo ético.  Os vendedores usam imagens para satisfazer essa necessidade, e as imagens que eles usam se tornam emblemáticas e representativas dos valores dos consumidores éticos e, de certa forma, a apresentação dessas imagens fetichiza o produto, e a difusão dessas imagens começa a moldar a ética, pois a ausência dessas imagens também significa a ausência desses mesmos valores. Resumindo: é difícil comprar produtos éticos porque há muitos aspectos das commodities dos quais os consumidores não conseguem ter total consciência; decisões totalmente informadas são quase impossíveis de tomar. Os consumidores veem as imagens que os vendedores usam como um meio de sinalização de virtude e compram esses produtos com a intenção de consumo ético porque acreditam que essas imagens foram produzidas conscientemente para representar categorias conceituais de "ética".
Carrier estende o fetichismo das mercadorias para incluir reservas naturais porque elas são anunciadas e porque as pessoas são incentivadas a visitar as paisagens e os animais mediante o pagamento de uma taxa. Por exemplo, parques na Jamaica exibem peixes coloridos e corais em panfletos para atrair turistas. Essas fotos fetichizam as águas costeiras ao ignorar outros aspectos ecológicos importantes da água. Em Montego Bay, Jamaica, ambientalistas  argumentam que o turismo danificou o parque. Os escoamentos que alimentam os cursos de água e os leitos de ervas marinhas essenciais aos ciclos locais de nutrientes são removidos.
A direção estratégica da atenção do consumidor mistifica e fetichiza ainda mais o objeto de consumo.  Carrier ressalta que o momento da escolha do consumidor é enfatizado e não o contexto que leva as pessoas a buscarem a ética. Ele acredita que mais atenção deve ser dada à forma como o consumidor adquiriu suas inclinações morais.